# Slavinec
Slavinec je priimek več znanih Slovencev:
- Alenka Slavinec, fotografinja, umetnica
- Matija Slavinec (*1964), politik
- Mitja Slavinec (*1964), fizik in politik
- Nuša Pavlinjek Slavinec, menedžerka, pilotka helikopterja
- Uroš Slavinec (*1951), gospodarstvenik